# بنکده
بنکده، روستایی است از توابع بخش سنگر شهرستان رشت در استان گیلان ایران.

## جمعیت
این روستا در دهستان اسلام‌آباد و مابین روستاهای  نشرودکل و  بازقلعه قرار دارد. براساس سرشماری مرکز آمار ایران در سال ۱۳۹۵، جمعیت روستای بنکده ۱۱۸۲ نفر (۳۳۶خانوار) بوده‌است.در حالیکه این آمار در سال ۱۳۸۵، ۱۲۸۵ نفر بوده است و با توجه به داده های مرکز آمار ایران جمعیت این روستا به صورت نامحسوس با رشد منفی مواجه است که دلایل آن مهاجرت به پایتخت و شهرهای بزرگ و پدیده شهرنشینی است .

## اماکن زیارتی
بقعه آقاسید صلواتی و بقعه آقاسید قاسم و آقاملانظام در این روستا واقع شده اند . شهید عبدالله نوروزی ، شهید جلیل زارع و شهید ابراهیم کریم پناه و ابراهیم سهرابی از شهدای جنگ ایران و عراق از اهالی این روستا بودند.